# Lista de governadores provinciais do Burundi
O seguinte é uma lista de governadores provinciais do Burundi.
| Província        | Governador              | Afiliação política | Afiliação étnica |
| ---------------- | ----------------------- | ------------------ | ---------------- |
| Bubanza          | Tharcisse Niyongabo     | CNDD-FDD           | Hutu             |
| Bujumbura Mairie | Saidi Juma              |                    | Tutsi            |
| Bujumbura Rural  | Zénon Daruvukanye       |                    | Hutu             |
| Bururi           | Espérance Inamahoro     | CNDD-FDD           | Hutu             |
| Cankuzo          | Jean Berchmans Niragira |                    |                  |
| Cibitoke         | Zéphyrin Barutwanayo    |                    |                  |
| Gitega           | Mossi Selemani          | CNDD-FDD           |                  |
| Karuzi           | Sylvestre Ndayizeye     | CNDD-FDD           | Hutu             |
| Kayanza          | Vénant Hatungimana      | CNDD-FDD           | Hutu             |
| Kirundo          | Oscar Ruvuna            |                    |                  |
| Makamba          | Pasteur Bucumi          |                    |                  |
| Muramvya         | Oscar Ndayiziga         |                    |                  |
| Muyinga          | Mohamed Feruzi          | UPD                | Hutu             |
| Mwaro            | Rénilde Ndayishimiye    |                    |                  |
| Ngozi            | Félix Niragira          | CNDD-FDD           | Tutsi            |
| Rutana           | Marcelline Bararufise   | UPRONA             | Hutu             |
| Ruyigi           | Moïse Bucumi            | CNDD-FDD           | Hutu             |